# Amatersko prvenstvo Francije 1926
Amatersko prvenstvo Francije 1926 v tenisu.

## Moški posamično
Henri Cochet :  René Lacoste 6-2, 6-4, 6-3

## Ženske posamično
Suzanne Lenglen :  Mary Kendall Browne 6-1, 6-0

## Moške dvojice
Vincent Richards /  Howard Kinsey :  Henri Cochet /  Jacques Brugnon 6–4, 6–1, 4–6, 6–4

## Ženske dvojice
Suzanne Lenglen /  Julie Vlasto :  Evelyn Colyer /  Kitty McKane 6–1, 6–1

## Mešane dvojice
Suzanne Lenglen /  Jacques Brugnon :  Suzanne LeBesnerais /  Jean Borotra 6–4, 6–3